# NGC 5670
NGC 5670 est une galaxie lenticulaire située dans la constellation du Loup. Sa vitesse par rapport au fond diffus cosmologique est de 3 082 ± 20 km/s, ce qui correspond à une distance de Hubble de 45,5 ± 3,2 Mpc (∼148 millions d'al). NGC 5670 a été découverte par l'astronome germano-britannique John Herschel en 1834.
À ce jour, quatre mesures non basées sur le décalage vers le rouge (redshift) donnent une distance de 28,550 ± 7,211 Mpc (∼93,1 millions d'al), ce qui est nettement à l'extérieur des valeurs de la distance de Hubble. Notons cependant que c'est avec la valeur moyenne des mesures indépendantes, lorsqu'elles existent, que la base de données NASA/IPAC calcule le diamètre d'une galaxie et qu'en conséquence le diamètre de NGC 5670 pourrait être d'environ 56,6 kpc (∼185 000 al) si on utilisait la distance de Hubble pour le calculer.